# Tipula (Acutipula) hubeiana
Tipula (Acutipula) hubeiana is een tweevleugelige uit de familie langpootmuggen (Tipulidae). De soort komt voor in het Palearctisch gebied.